# إنريكي إسترادا
إنريكي إسترادا (بالإسبانية: Enrique Estrada)‏ هو عسكري وسياسي مكسيكي، ولد في 15 يوليو 1889، وتوفي في 3 نوفمبر 1942 في مدينة مكسيكو في المكسيك. انتخب عضو مجلس النواب المكسيك.